# Monographella nivalis
Monographella nivalis är en svampart. Enligt Catalogue of Life ingår Monographella nivalis i släktet Monographella, ordningen kolkärnsvampar, klassen Sordariomycetes, divisionen sporsäcksvampar och riket svampar, men enligt Dyntaxa är tillhörigheten istället släktet Monographella, familjen Amphisphaeriaceae, ordningen kolkärnsvampar, klassen Sordariomycetes, divisionen sporsäcksvampar och riket svampar. Arten är reproducerande i Sverige.

## Underarter
Arten delas in i följande underarter:
- neglecta
- nivalis

## Källor

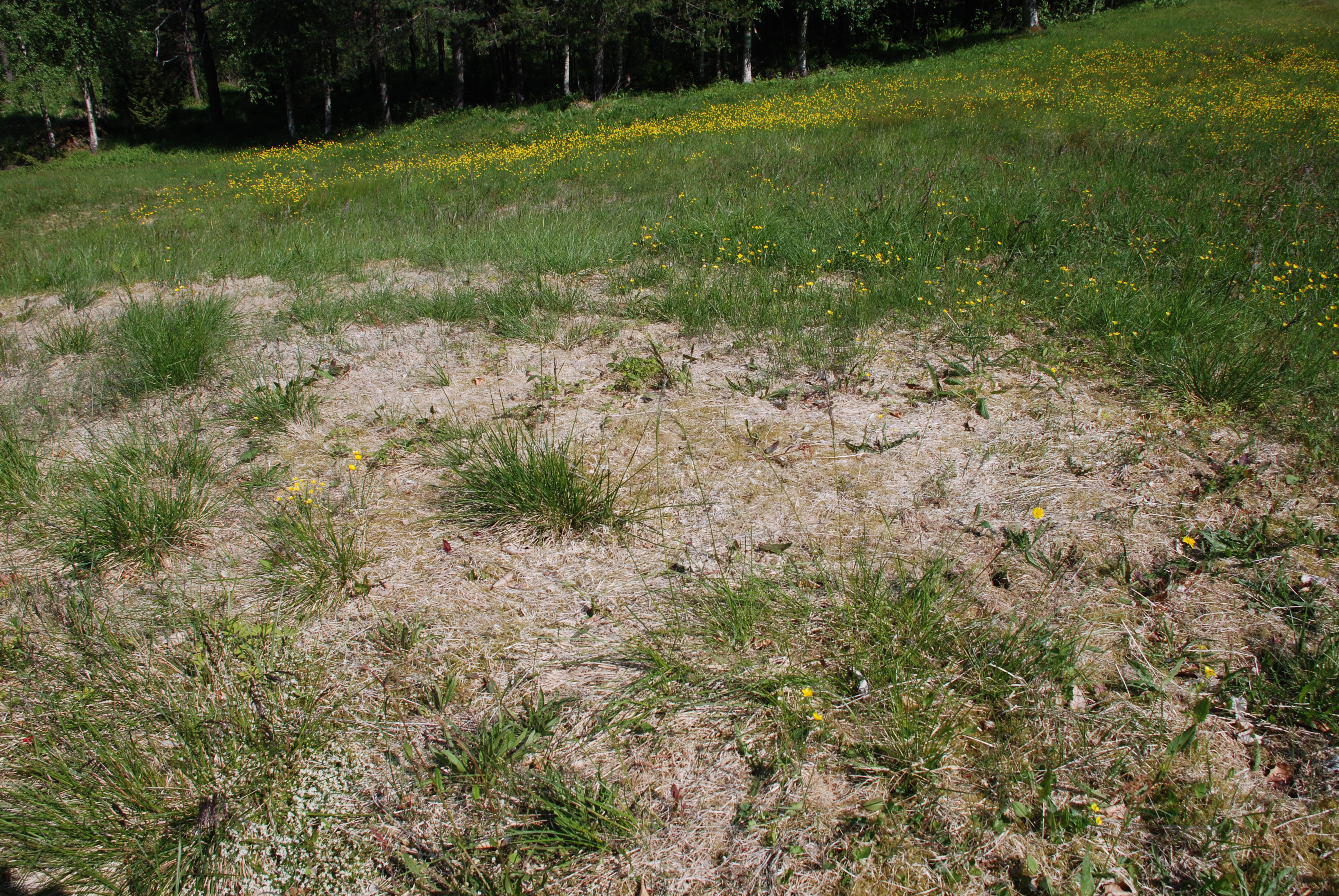